# Operacja Checkmate
Operacja Checkmate – kryptonim rajdu przeciwko niemieckim jednostkom pływającym w Haugesund w okupowanej Norwegii w kwietniu 1943 r. dokonanego podczas II wojny światowej przez brytyjskich komandosów. Grupa rajdowa składała się z siedmiu ludzi z No. 14 (Arctic) Commando, którym udało się zatopić jeden trałowiec za pomocą min magnetycznych. Czekając w ukryciu na transport z powrotem do Wielkiej Brytanii, komandosi zostali schwytani 14 i 15 maja 1943 r., po czym przewiezieni do obozów koncentracyjnych w Sachsenhausen i Belsen, gdzie rozstrzelano sześciu z nich. Siódmy uczestnik akcji zmarł na tyfus.

## Tło sytuacyjne
Operacja Checkmate była ostatnim z dwunastu rajdów brytyjskich komandosów na norweskie wybrzeże podczas II wojny światowej. Grupa przeznaczona do wykonania operacji składała się z jednego oficera i sześciu szeregowców z No. 14 (Arctic) Commando (dowodzonego przez ppłk E.A.M. Wedderburna). Commando zostało utworzone pod koniec 1942 r.w celu prowadzenia operacji za kołem podbiegunowym, na wniosek szefa Dowództwa Operacji Połączonych Louisa Mountbattena, aby zaspokoić popyt na kolejne rajdy w Norwegii. No. 14 (Arctic) Commando składało się z No. 1 (Boating) Troop, którego etatowy skład obejmował 9 oficerów i 18 szeregowców specjalizujących się w operacjach na małych łodziach oraz No. 2 Troop, który liczył sześciu oficerów i 22 innych szeregów specjalizujących się w narciarstwie biegowym oraz wspinaczce górskiej
Commando było przeznaczone do ataków na bazy Kriegsmarine i Luftwaffe w Norwegii, z których Niemcy atakowali alianckie konwoje arktyczne. Żołnierze wybrani do rajdu w ramach operacji Checkmate pochodzili z No. 1 (Boating) Troop. Dowódcą akcji był por. John Godwin z Korpusu Rezerwy Royal Navy, urodzony w Buenos Aires w Argentynie. Reszta grupy składała się z jednego sierżanta armii brytyjskiej – Victora Johna Coxa, dołączonego z No. 12 Commando; dwóch podoficerów Royal Navy – Alfreda Johna Roe i Harolda Hiscocka; oraz trzech marynarzy – Neville' a Arthura Burgessa, Keitha Mayora i Andrew Anthony’ego Westa. Ich misją było zaatakowanie statków transportowych z Oslo i Kopervik w Haugesund, wchodząc do port czółnem i zakładając miny magnetyczne na kadłuby statków.

## Misja
Komandosi zostali przetransportowani przez Morze Północne na pokładzie kutra torpedowego. Po przybyciu na wody norweskie założyli bazę patrolową na wyspie Bokn, po czym opuścił ją kuter i wrócił do Wielkiej Brytanii. Drużynie pozostawiono dwa ich własne kajaki oraz większą łódź rybacką znalezioną na miejscu. Planowano, aby kuter torpedowy powrócił później i przetransportował grupę z powrotem do domu.
Komandosi otrzymali dwa czółna, za pomocą których mieli wykonywać swoją misję. Por. Godwin i mar. Burgess utworzyli jedną załogę, a drugą tworzyli mar. Mayor i West. Ich plan polegał na tym, by poruszać się łodziami pod osłoną ciemności w bardzo bliskiej odległości od siebie, tak aby nie stracić ze sobą kontaktu, a następnie zbliżyć się do celów i podłożyć miny magnetyczne. Udało im się zatopić tylko jeden niemiecki statek, trałowiec u numerze M 5207. Przechwycony niemiecki meldunek stwierdzał: „wiele niemieckich parowców zatopiono w Oslo i Kopervik”. Raport obejmuje jednak zarówno statek zatopiony podczas operacji Checkmate, jak i te, które Oslogjengen (gang z Oslo) zatopił w tym samym czasie w stolicy Norwegii. Oba czółna wróciły do miejsca, w którym miała czekać na nich łódź rybacka. Została jednak przeniesiona przez trzech pozostałych żołnierzy, z pomocą norweskich cywilów, w bezpieczniejsze miejsce w głębi lądu. Oba czółna skierowały się następnie na zachód, w kierunku wysp Urter, gdzie czekali na odbiór przez resztę grupy. Łódź rybacka została przeniesiona jeszcze dalej w głąb lądu, aby ją naprawić, lecz została w końcu porzucona przez załogę. Trzyosobowa grupa została ostatecznie schwytana 14 maja 1943 r. po szeroko zakrojonych poszukiwaniach w wykonaniu sił armii niemieckiej, policji i norweskich kolaborantów. Następnego dnia schwytano także czterech mężczyzn na Urter. Wszyscy zostali przewiezieni do obozu koncentracyjnego Grini i przesłuchiwani, zanim przekazano ich Sicherheitsdienst (SD) i przetransportowano do obozu koncentracyjnego Sachsenhausen w Niemczech.

## Następstwa
Z siedmiu uczestników operacji Checkmate nie wrócił nikt. Wszyscy zostali schwytani w mundurach i powinni byli być traktowani jak jeńcy wojenni. Jednak w 1942 r. Adolf Hitler wydał słynny Kommandobefehl, który stanowił, że wszyscy pojmani komandosi, bez względu na to, czy mają na sobie mundur, czy nie, mają zostać straceni wkrótce po przesłuchaniu.
Podczas pobytu w obozie koncentracyjnym w Sachsenhausen żołnierze zostali zmuszeni do założenia butów armii niemieckiej i maszerowania 48 km dziennie po kostce brukowej. Pięciu członków zespołu, wszyscy z wyjątkiem Mayora i Roe zostali straceni 2 lutego 1945 r. Dwóch pozostałych przeniesiono do obozu koncentracyjnego w Belsen, gdzie Mayora rozstrzelano 7 kwietnia 1945 r., a Roe zmarł na tyfus. Godwin został pośmiertnie wymieniony w rozkazie w dniu 9 listopada 1945 r., „za wspaniałą waleczność i inspirujący przykład, gdy był jeńcem wojennym w rękach niemieckich w Norwegii, a następnie w Sachsenhausen w pobliżu Oranienburga w Niemczech, 1942–1945”. Jest też upamiętniony w Portsmouth Naval Memorial, jednym z miejsc pamięci poległych marynarzy Royal Navy, którzy nie mają własnego grobu. Mayor został pośmiertnie wspomniany w rozkazie z dnia 22 kwietnia 1947 r., „za wielki hart ducha i stanowczość w rękach Niemców, od chwili jego schwytania w 1943 r. do śmierci w Belsen w kwietniu 1945 r.” On z kolei jest upamiętniony na Plymouth Naval Memorial. Sierżant Cox jest upamiętniany na Brookwood Memorial na cmentarzu Brookwood. Roe upamiętnia się także w Portsmouth Naval Memorial, Hiscocka w Lowestoft Naval Memorial, Burgessa w Chatham Naval Memorial, a Westa w Plymouth Naval Memorial.